# گمینا تچوو
گمینا تچوو (به لهستانی:  Gmina Tczów) یک گمینا در لهستان است که در شهرستان زوولنگ واقع شده‌است. گمینا تچوو ۷۲٫۱۲ کیلومتر مربع مساحت و ۴٬۸۷۷ نفر جمعیت دارد.